# Chicago (группа)
Chicago (рус. Чикаго) — американская рок-группа, образованная в 1967 году в Чикаго. Известна как одна из первых рок-групп, широко использовавших духовые инструменты. На момент создания была джазовой и кавер-группой, позднее творчество включало элементы софт-рока, хард-рока, блюайд-соула и поп-рока. Первоначально группа носила длинное название Chicago Transit Authority («Департамент общественного транспорта»), в 1970 году, во время выхода второго альбома, название было сокращено до Chicago.

## История
Группа была основана в конце 1960-х годов. В первый состав вошли музыканты из разных чикагских джаз- и рок-групп: Терри Кэт (гитара, вокал), Роберт Ламм (клавишные, вокал), Ли Локнэйн, Джеймс Панкоу (труба), Уолтер Паразейдер (саксофон, флейта, кларнет) и Дэнни Серафина (барабаны). Первоначально группа носила название «Big Thing» и играла ночных клубах Чикаго джаз и популярные хиты того времени. В конце 1967 года к «Big Thing» присоединился басист и вокалист Питер Сетера, до этого обязанности басиста и бэк-вокалиста выполнял Роберт Ламм при помощи басовых педалей. «У меня был орган Hammond M3 с басовыми педалями. И ещё я должен был петь и иногда играть на Wurlitzer. Я просто начал сходить с ума от всего этого», вспоминает Ламм.
Добившись успеха как кавер-группа, музыканты решили перебраться в Лос- Анджелес. Там они продолжили играть в клубах, а вскоре подписали контракт с Columbia Records, сменив название на Chicago Transit Authority. Вскоре музыканты выступали на разогреве у таких звёзд, как Джими Хендрикс и Дженис Джоплин. В 1969 году группа приступила к работе над своим первым двойным альбомом Chicago Transit Authority. Альбом сразу добился успеха — за 1970 год было продано более миллиона копий, а позже он получил платиновый статус.
По словам Питера Сетеры, группа должна была выступать на Вудстоке. Однако это не дал сделать менеджер группы Билл Грэм, который отправил группу на фестиваль Filmore West, созданный им самим. Filmore West проходил в те же дни, что и Вудсток, но не снискал популярности в том году по понятной причине. Место Chicago на Вудстоке заняли другие подопечные Грэма — группа Santana.
В 1970 году группа записывает второй двойной альбом Chicago. Название группы было решено укоротить с Chicago Transit Authority («Департамент общественного транспорта») до Chicago, чтобы не путать с учреждением, таким образом, у группы было два «одноименных» альбома. Во второй альбом вошли такие известные хиты группы, как «Make Me Smile», «Colour My World», «25 or 6 to 4», песни на социальные темы: антивоенная «It Better End Soon», «Where Do We Go from Here?»(«Куда мы пойдем теперь?»), посвященная высадке НАСА на Луну. Вкладка внутри альбома содержала послание от музыкантов: «Этим альбомом мы посвящаем себя, и ту энергию, которую мы даём людям, революции. Во всех её смыслах..». В том же году группа была номинирована на премию «Грэмми» сразу в двух номинациях «Лучший альбом» и «Лучший вокальный дуэт».
В 1971 году группа записывает очередной двойной альбом Chicago III. В том же году Chicago выступали в Карнеги-холле. Сет продлился беспрецедентный срок — целую неделю, что из рок-музыкантов в Карнеги-Холле не делал никто. В том же году вышел концертный альбом Chicago At Carnegie Hall на четырёх дисках. Как и предыдущие альбомы, оригинальный альбом содержал вкладку с политическим посланием.
В 1972 году группа записывает свой очередной альбом Chicago V, который в отличие от предыдущих, был одинарным. Песня «Saturday in The Park», написанная и исполненная Робертом Ламмом, достигла 3-го места в чартах США, и 2-го места в Канаде. «Субботний день в парке — это лучше, чем 4 июля», так гласил текст песни. Другой хит группы, «Dialogue», рассказывал о диалоге студента и политического активиста.
В 1973 году в группу приходит бразильский перкуссионист Лаудир Д’Оливейра. В том же году выходит новый альбом Chicago VI. Дуэт основателей группы Питера Сетеры и Терри Кэта постепенно распадается, и Питер в новом альбоме и в последующих исполняет почти все вокальные партии вместе с Робертом Ламмом. Синглы с альбома «Feelin' Stronger Every Day» и «Just You `n` Me» вновь входят в десятку лучших в США.
В 1974 году выходит очередной двойной альбом группы Chicago VII. Особенностью альбома были длинные начальные инструментальные джазовые партии. Из синглов, которые снова вошли в десятку лучших, можно было отметить «(I’ve Been) Searching So Long», написанную Джеймсом Панкоу, «Call on Me», написанную Ли Локнейном и «Wish You Were Here», которую исполнили Сетера и Кэт совместно с Beach Boys.
В 1975 году выходит следующий альбом, Chicago VIII. Альбом в очередной раз касается политической тематики, правда уже не призывам к революции, а песней «Harry Truman» написанной Ламмом, которая является обращением к Гарри Трумэну «Гарри, мы здесь все лжем, помоги нам спасти страну, которую мы любим.» Песня была написана на фоне политического кризиса 1972—1974 годов, который кончился смещением Ричарда Никсона. Среди других песен можно было отметить «Old Days», написанную Панкоу и которая рассказывала всего лишь о впечатлениях детства. Летом 1975 года Chicago гастролируют по США вместе с Beach Boys.
Альбом Chicago X (Chicago IX был сборником лучших песен предыдущих альбомов) отметился наиболее известным хитом группы «If You Leave Me Now», написанным Питером Сетерой. Изначально песня не должна была войти в альбом, а предназначалась для более позднего сборника баллад. Благодаря песне альбом стал платиновым в том же 1976 году, а группа в том же году получила свой единственный «Грэмми» и была номинирована в следующем.
Следующий «номерной» альбом Chicago XI, вышел в 1977 году.
Синглы с этого альбома «Baby, What a Big Surprise», «Take Me Back to Chicago» снова вошли в десятку лучших, а альбом снова стал платиновым. В октябре группа даёт на спортивной арене Madison Square Garden девять концертов подряд вместе с Emerson, Lake and Palmer, собрав в общей сложности 180 000 зрителей.
Уход Джеймса Гуерсио и гибель Терри Ката
В начале 1978 года группа после ряда конфликтов расстается с своим продюсером Джеймсом Гуерсио, с которым они записали пять последних альбомов. 23 января 1978 года произошла страшная трагедия — в результате неосторожного обращения с оружием погибает основатель и фронтмен группы Терри Кэт. Барабанщик группы Дэнни Серафина не верит, что гибель Терри была случайностью. По его словам, Терри страдал от наркотической зависимости, о чём он сам рассказывал ему: «Я держу это под контролем. Если я не сделаю этого, это меня убьет…». Накануне случившегося, он приехал домой к Лаудиру Д’Оливейре, и они разговаривали весь вечер. Он утверждал, что Терри говорил, что хотел записать сольный альбом, перед тем как он умрет. Сказанное показалось ему странным.
На следующий день Терри приехал домой к роуди группы Дону Джонсону. После распития спиртного Терри сначала взял револьвер, разрядил его, и приставил к виску. Джонсон несколько раз предупредил его. Затем он вытащил 9-мм пистолет, который тоже носил с собой. Вынув пустой магазин, он показал его Джонсону: «Посмотри, он пустой. Не волнуйся…». Игнорируя предупреждения Дона, он вставил магазин обратно и сказал "Что ты думаешь? Что я собираюсь вышибить себе мозги?…"после чего приставил пистолет к виску и нажал на спусковой крючок. Эти слова были его последними — в стволе остался один патрон. Терри Кэт не дожил до своего 32-летия восемь дней, оставив свою вторую жену Камелию Ортис с полуторагодовалой дочерью.
После гибели Терри Кэта группа приняла решение о роспуске. Но на похороны приехал давний друг группы Док Северинсен, и сумел уговорить музыкантов, чтобы те продолжали. Терри похоронили рядом с родителями в Форест-Лауне.
После смерти Терри Кэта группа долго не могла найти подходящего гитариста. Переслушав более 30 кандидатур, музыканты наконец пригласили Донни Дакуса, который в то время снимался в мюзикле «Волосы». В 1978 году группа записывает с ним свой двенадцатый альбом, который назывался Hot Streets. Альбом спродюсировал Фил Рамон. Одна из песен альбома, «Alive Again», была посвящена памяти Терри Кэта. Альбом ознаменовал начало постепенного отхождения группы от джаз-роковых корней в сторону поп-рока, и стал первым альбомом группы, который не попал в десятку лучших. Ещё более неудачным стал следующий альбом группы Chicago 13, который вышел в следующем 1979 году. Альбом на этот раз не вошёл в число двадцати самых продаваемых. В 1980 году, во время концертного тура Chicago 13, Донни Дакус покинул группу.
На смену Донни Дакусу пришел новый гитарист Крис Пинник и новый член группы саксофонист Марти Гребб. Новый альбом группы, Chicago XIV, спродюсированный Томом Даудом, вышел в 1980 году. Альбом не смог подняться выше 71-й позиции в чартах. Чтобы выполнить договорные обязательства, компания Columbia Records в следующем 1981 году сняла альбом с печати и выпустила вместо него сборник лучших хитов группы Chicago XV.
Поиски нового звучания
В конце 1981 года группа нанимает нового продюсера Дэвида Фостера, а вместе с ним переходит на новый лэйбл Warner Bros. Records. В группу приходит новый клавишник, гитарист и вокалист Билл Чэмплин. Новое звучание группы подразумевало широкое использование синтезаторов. Духовая секция Паразейдер/Локнейн/Панкоу, в течение многих лет определяющая звучание группы, отходит на второй план и все реже используется в песнях. В 1982 году группу покинули перкуссионист Лаудир Д’Оливейра и саксофонист Марти Гребб.
Впервые за свою историю группа привлекает к написанию песен музыкантов из других групп, таких как Toto. Результатом работ становится песня «Hard To Say I’m Sorry», исполненная Питером Сетерой, и новый альбом Chicago 16, который вернул группе первые места в чартах. Успех был продолжен с альбомом Chicago 17, с хитами «You’re Inspiration», «Hard Habit to Break», написанных Питером Сетерой совместно с продюсером Дэвидом Фостером, Стивом Кипнером и Джоном Льюисом Паркером. Группа была номинирована на премию «Грэмми» в 1984 году в номинации «Лучший альбом года».
В 1985 году группа участвует в записи альбома We Are the World с песней «Good for Nothing», написанной Сетерой, Фостером и Робертом Ламмом (вторая сторона). Это была последняя песня, написанная Питером Сетерой в составе группы.
Не все участники были довольны растущей коммерциализацией и отходом от рок-корней. Виновником нового направления команды многие считали вокалиста Питера Сетеру, который решил в 1985 году покинуть группу и записал несколько успешных баллад сольно и в дуэте с другими исполнителями. После расставания с Сетерой и Фостером Chicago сосредоточились на живых выступлениях, а в 1989 году журнал Billboard признал наиболее продаваемым синглом года в США их энергичную балладу «Look Away» (автор — Дайан Уоррен).
Chicago в апреле 2016 года включены в списки Зала славы рок-н-ролла в Кливленде (штат Огайо, США).

## Дискография

### Студийные альбомы
- 1969 — The Chicago Transit Authority
- 1970 — Chicago
- 1971 — Chicago III
- 1972 — Chicago V
- 1973 — Chicago VI
- 1974 — Chicago VII
- 1975 — Chicago VIII
- 1976 — Chicago X
- 1977 — Chicago XI
- 1978 — Hot Streets
- 1979 — Chicago 13
- 1980 — Chicago XIV
- 1982 — Chicago 16
- 1984 — Chicago 17
- 1986 — Chicago 18
- 1988 — Chicago 19
- 1991 — Twenty 1
- 1995 — Night & Day Big Band
- 1998 — Chicago XXV: The Christmas Album
- 2006 — Chicago XXX
- 2008 — Chicago XXXII: Stone of Sisyphus
- 2011 — Chicago XXXIII: O Christmas Three
- 2013 — Chicago XXXV: The Nashville Sessions
- 2014 — Chicago XXXVI: Now
- 2019 — Chicago XXXVII: Chicago Christmas
- 2022 — Born for This Moment

### Концертные альбомы
- 1971 — Chicago at Carnegie Hall
- 1975 — Live in Japan
- 1999 — Chicago XXVI: Live in Concert
- 2011 — Chicago XXXIV: Live in ’75

### Сборники
- 1975 — Chicago IX — Chicago’s Greatest Hits
- 1981 — Greatest Hits, Volume II
- 1983 — If You Leave Me Now
- 1984 — The Ultimate Collection
- 1985 — Take Me Back to Chicago
- 1988 — Greatest Hits 1982—1989 (В Европе выпущен как The Heart of Chicago in Europe)
- 1991 — Group Portrait
- 1995 — Overtime
- 1995 — 25 Years of Gold
- 1997 — The Heart of Chicago 1967—1997
- 1997 — The Very Best of Chicago
- 1997 — The Heart of Chicago — 30th Anniversary 1967—1981
- 1997 — The Heart of Chicago — 30th Anniversary 1967—1981, Volume II
- 1998 — The Heart of Chicago 1967—1998 Volume II
- 1998 — The Heart of Chicago — 30th Anniversary 1982—1997
- 1998 — The Heart of Chicago — 30th Anniversary 1982—1997, Volume II
- 2002 — The Very Best Of: Only the Beginning (В Европе выпущен как The Chicago Story: Complete Greatest Hits)
- 2005 — Love Songs
- 2007 — The Best of Chicago: 40th Anniversary Edition

### Бокс-сет
- 2003 — The Box
- 2012 — The Studio Albums 1969—1978
- 2015 — The Studio Albums 1979—2008
- 2016 — Quadio